# Чавка
Чавка (Евроазијска чавка; лат. Corvus monedula) птица је из породице врана (Corvidae). То је једна од најмањих врста своје породице и најмања из рода врана (Corvus). Мада, према неким изворима са даурском чавком чини посебан род чавке (Coloeus). Дуга је 34—39 цм. Црно-сиве је боје. Насељава Европу, западне делове Азије и северозапад Африке. Одомаћена је у градовима и на обрадивим површинама. Исхрана јој је разноврсна, а састоји се претежно од биљака и бескичмењака. Постоје 4 подврсте ове птице.

## Таксономија
Према студији из 2000. генетска удаљеност између чавке и даурске чавке, на једној страни и осталих врста рода Corvus, је већа него између било које друге две врсте рода. Због овог закључка Памела Расмусен је у свом делу „Птице Јужне Азије” из 2005. поново увела род Coloeus, који је први именовао Јохан Јакоб Кауп 1829, такође је пре ове студије Ханс Едмунд Волтерс 1982. учинио исто, у свом делу на немачком језику. Према студији из 2007. на основу које је утврђен изглед филогенетског стабла породице Corvidae, чавка (C. monedula) и даурска чавка (C. dauuricus) су базалне врсте кладуса Corvus. Након ове две студије Међународни Орнитолошки Конгрес (енгл. International Ornithological Congress) је прихватио Coloeus monedula и Coloeus dauuricus, као латинска (научна) имена ове две врсте чавки. Познато је да се ове две врсте чавки укрштају на Алтајским планинама, у јужном Сибиру и Монголији. Анализе митохондријалне ДНК примерака са удаљених крајева њихових ареала потврђују да су ово две посебне врсте.